# CrazY JulieT
CrazY JulieT  ist eine ukrainische Musikband, die 2002 gegründet wurde. Sie benannte sich nach einem Piratenschiff und publizierte unter den Plattenfirmen Gravitator Records und Moon Records.

## Bandgeschichte
Im Jahr 2002 wurden von Gründungsmitglied Evadam und einem Kollegen die ersten Lieder geschaffen, die auf dem Promo-Album Annabel Lee zu hören sind. Vier Jahre später wurde der Öffentlichkeit ein neues Promo-Album, Under the Hill, präsentiert. Es baute größtenteils auf Electropop und Dance Music auf. Danach erweiterte sich das Stilspektrum um Elemente aus Rock, Drum and Bass (bspw. in Тараканий Рай) und Kabarett (Army of the Bones). Am 1. Juli 2007 gab CrazY JulieT ein Debüt mit viel Erfolg in Kiew, im selben Jahr auch einige Konzerte in der Ukraine. Dazu gehörte auch ein Auftritt bei Die Kinder der Nacht: schwarze Rada 4 (ukrainisch: Дети Ночи: Чорна Рада 4), dem ältesten Festival der „dunklen Musik“ in der Gemeinschaft Unabhängiger Staaten (GUS). Gleich danach wurde das dritte Promo-Album, Grand Memories, auf den Markt gebracht und das Konzertvideo für den 2007-Hit Army of the Bones vom ukrainischen Fernsehkanal Enter veröffentlicht.
Die ersten drei Promo-Alben wurden als freie Online-Releases veröffentlicht. Anfang 2009 begann CrazY JulieT die Bearbeitung der neuen Musikmaterialien für das offizielle Album. Mit Hilfe der SYN Promotion begann die Band im Frühjahr eine Tournee durch mehr als 50 Städte der GUS. Im Sommer wurde die offizielle Platte namens Grand Memories der Öffentlichkeit präsentiert. Das Album wurde in den Medien breit beleuchtet. Unter anderem erschienen Artikel zum Album in den Musikmagazinen Rock Oracle, Gothica, Gothic City und RIP.
Das Lied Amor Infinitus wurde im Dark-Scene-Sammelband Vampiria Vol. 2 (die Republik Südafrika) veröffentlicht. Im Mai 2010 wurde das Debüt-Album der Öffentlichkeit im Digital-Format in den deutschsprachigen Ländern zugänglich.
Zurzeit ist die Band mit der Arbeit an einem neuen Album und einem Video für das Lied Supiniti Tschas (deutsch: Den Moment halten) beschäftigt.

## Bandmitglieder
Die Besetzung der Band änderte sich zwischen 2002 und 2007 ständig. Evadam ist als Bandleader und Mastermind das einzig beständige Mitglied. Dabei übernimmt er nicht nur den Gesang, sondern zeichnet zusätzlich für Musik und Texte verantwortlich.
2007
- Avarin – Gitarre
- Dani Sad Maniac – Schlagzeug
- Kaena – Keyboard
- Kerdan – E-Bass

2008
- Fairy R – Gitarre
- Vocada – Keyboard
- Dani Sad Maniac – Schlagzeug
- Kerdan – E-Bass

In diesem Jahr auch:
- Fairy R – Gitarre
- Liss Cyberkiss – Keyboard
- Dani Sad Maniac – Schlagzeug
- Tazz – E-Bass

2009
- Lorian – E-Bass
- Green Cat – Schlagzeug
- Eric Oz – Gitarre
- Kerdan – Keyboard, Sampling

2010 (aktuelle Besetzung)
- Eric Oz – Gitarre
- Kerdan – Keyboard, Sampling
- Green Cat – Schlagzeug

## Diskografie
Trilogie 2003–2009
- 2003 – Annabel Lee (promo-album)
- 2005 – Under The Hill (promo-album)
- 2007 – Grand mEmOirS (promo-album)
- CrazY JulieT (B-Sides)
- 2009 – Grand Memories

EPs
- 2009 – Roman Rain vs Crazy JulieT. web split
- 2009 – Crazy JulieT vs Roman Rain. web split
- 2010 – On Tour.